# Kamalbazar
Kamalbazar (Nepali कमलबजार) ist eine Stadt (Munizipalität) im Westen Nepals im Distrikt Achham.
Kamalbazar liegt südöstlich von Mangalsen im Vorderen Himalaya. Der Fluss Karnali fließt entlang der östlichen Stadtgrenze.
Die Stadt Kamalbazar entstand 2015 durch Zusammenlegung der Village Development Committees (VDC) Bayala, Bhuli, Chalsa, Dhaku, Mashtanamdali und Sera.
Die Stadtverwaltung befindet sich in Kamal Bazar im ehemaligen VDC Bayala.

## Einwohner
Bei der Volkszählung 2011 hatten die VDCs, aus welchen Kamalbazar entstand, 15.740 Einwohner.